# Toni Mogens

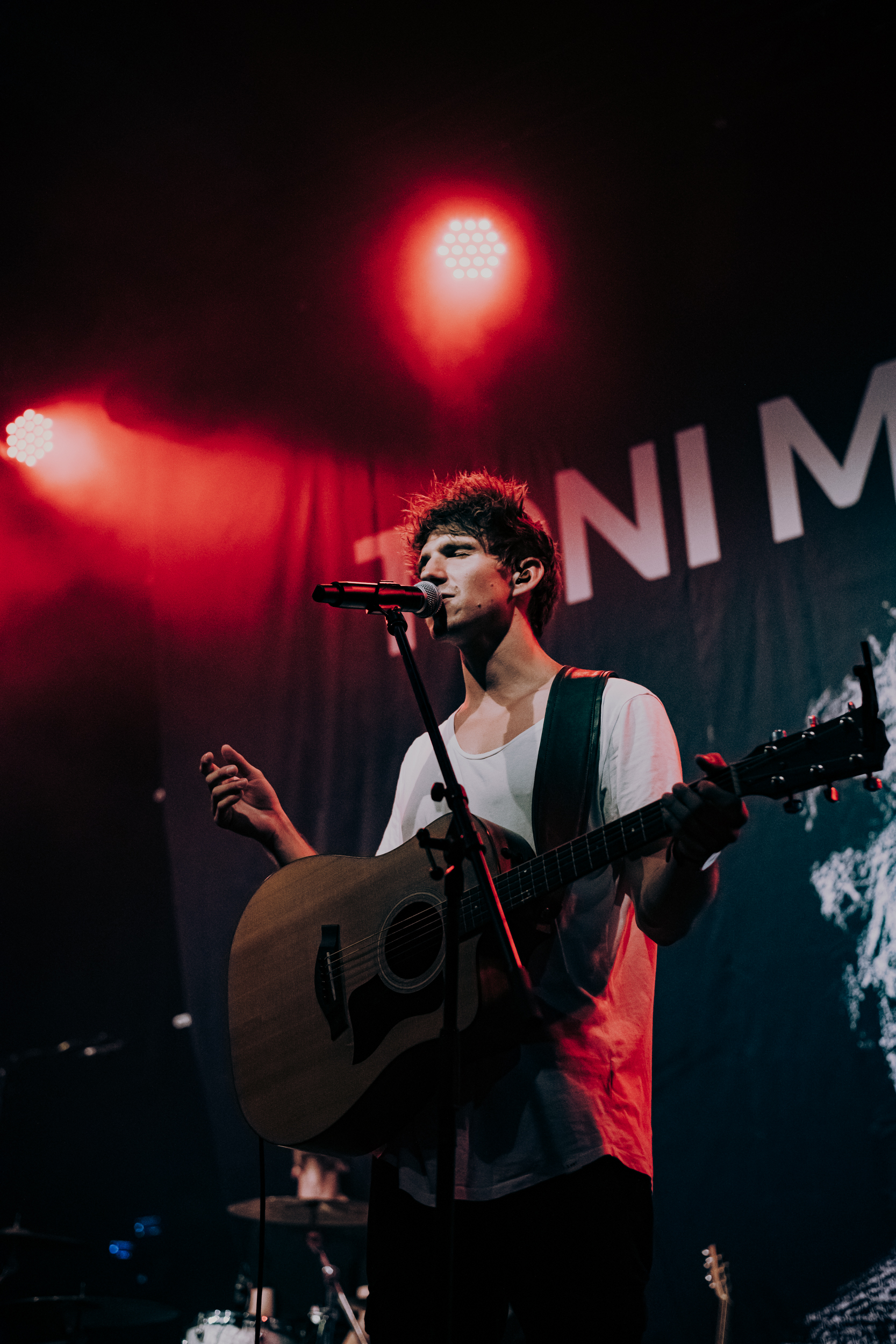
Toni Mogens in den Wagenhallen Stuttgart als Support Act für Antiheld 2022

Toni Mogens (* 9. November 1996 in Karlsruhe als Toni Mogens Holub) ist ein deutscher Singer-Songwriter.

## Leben und Werk
Toni Mogens wurde 1996 in Karlsruhe geboren. Schon als Kind nahm er Schlagzeug- und Klavierunterricht und gründete während seiner Schulzeit am Otto-Hahn-Gymnasium eine Schulband. Anlässlich seines Abiturs im Jahre 2015 schrieb und komponierte Mogens seinen ersten eigenen Song Ich bin raus und führte diesen bei der Abiturfeier auf.
Im Jahre  2017 veröffentlichte er die EP Alles Geht (Heimat) unter seinem alten Künstlernamen „TONI“. Diesen änderte er 2019 zu „Toni Mogens“. 2020 folgte die EP Bis ans Ziel, die ausschließlich in physischer Form veröffentlicht wurde. Einzig die beiden Single-Auskoppelungen Gruß aus der Vergangenheit und Neben Dir sind digital zugänglich. Mit So wie es ist. veröffentlichte Toni Mogens 2022 sein Debütalbum. Das Doppelalbum besteht aus einem im Studio ausproduzierten ersten Teil und einem akustischen Singer-Songwriter-Teil, den Mogens in seinem Proberaum aufgenommen hat.
Im August 2023 erschien die erste englischsprachige Single Sorry Not Sorry, die Teil der 2024 veröffentlichten EP Nothing to Worry ist.
Er wohnt in Berlin.

## Auszeichnungen
- Offerta Music Award 2016[10]
- Förderpreis PLAY LIVE 2018[11]
- Förderpreis Troubadour Deutscher Song Contest 2019[12]
- Best Pop Artist 2019 Namefest Krasnodar[13]
- German Songwriting Award 2022 für „Für Immer“ in der Kategorie „Wedding Songs / Ballads“[14]

## Diskografie
Studioalben:
- 2022: So wie es ist.

EPs:
- 2024: Nothing to Worry
- 2020: Bis ans Ziel
- 2017: Alles geht

Singles:
- 2024: Guapa
- 2024: My Love (Neon Remix)
- 2024: My Love
- 2023: Wild Goose Chase (Acoustic Version)
- 2023: Wild Goose Chase
- 2023: Sorry Not Sorry (Neon Remix)
- 2023: Sorry Not Sorry (Club Remix)
- 2023: Sorry Not Sorry
- 2022: Wenn Träume fliegen lernen
- 2022: Dein Held
- 2022: Die Uhr
- 2022: Es geht mir gut
- 2021: Von dir weg
- 2021: Nie gesagt
- 2021: Lucy
- 2021: Anfang vom Ende
- 2021: Was passiert (Piano Version)
- 2021: Was passiert
- 2020: Bad Boys
- 2020: Neben dir
- 2020: Gruß aus der Vergangenheit
- 2019: Versprechen
- 2019: War es das wert?
- 2019: Die ganze Welt rennt